# Fernando de Peñalver
Fernando de Peñalver is een gemeente in de Venezolaanse staat Anzoátegui. De gemeente telt 33.000 inwoners. De hoofdplaats is Puerto Píritu.